# Erebia media
Erebia media är en fjärilsart som beskrevs av Müller 1928. Erebia media ingår i släktet Erebia och familjen praktfjärilar. Inga underarter finns listade i Catalogue of Life.